# Beat Cafe
Albums de Donovan
Brother Sun, Sister Moon
(2004) Ritual Groove
(2010)
Beat Cafe est un album de Donovan sorti en 2004. C'est son premier album de compositions originales depuis Sutras, sorti huit ans plus tôt.

## Titres
Toutes les chansons sont de Donovan, sauf mention contraire.
1. Love Floats – 4:18
2. Poorman's Sunshine – 4:02
3. Beat Cafe – 4:14
4. Yin My Yang – 3:35
5. Whirlwind – 4:46
6. Two Lovers – 3:42
7. The Question – 3:06
8. Lord of the Universe – 4:47
9. Lover O Lover – 4:56
10. The Cuckoo (trad.) – 3:49
11. Do Not Go Gentle (Dylan Thomas, Donovan) – 4:27
12. Shambala  – 5:29

## Musiciens
- Donovan : chant, guitare
- Danny Thompson : basse
- Jim Keltner : batterie